# Бодельшвинг (замок)
Бодельшвинг (нем. Haus Bodelschwingh) — замковый комплекс, расположенный в одноимённой части Дортмунда,  в административном округе Арнсберг, в федеральной земле Северный Рейн-Вестфалия, Германия. Это самая крупная из 18 дворянских резиденций Дортмунда. Является наиболее представительным сооружением региона. Нынешний замок был родовой резиденцией семьи фон Бодельшвинг. Изначально на этом месте в эпоху позднего Средневековья находилась небольшая укреплённая усадьба, окружённая рвом с водой. В XVI и XVII веках её поэтапно перестроили стиле Ренессанс в роскошную резиденцию. В конце XIX века, благодаря браку дочери владельца Бодельшвинга, замок перешёл во владение семьи фон Иннхаузен унд Книпхаузен. Представители этого рода остаются собственниками комплекса по сей день. Сооружение зарегистрировано в Германии как старинный памятник архитектуры и включено в список охраняемых объектов культурного наследия города Дортмунда. Примыкающий к замку ландшафтный сад также признан памятником архитектуры. В настоящее время сооружение служит жилой резиденцией семьи цу Иннхаузен унд Книпхаузен. Часть зданий бывшего форбурга сдаются в аренду для проживания, так и для использования в коммерческих целях. Свободное посещение комплекса невозможно. В Бодельшвинг можно попасть только по предварительной записи в День открытых памятников один раз в году. По своему типу относится к замкам на воде.

## История

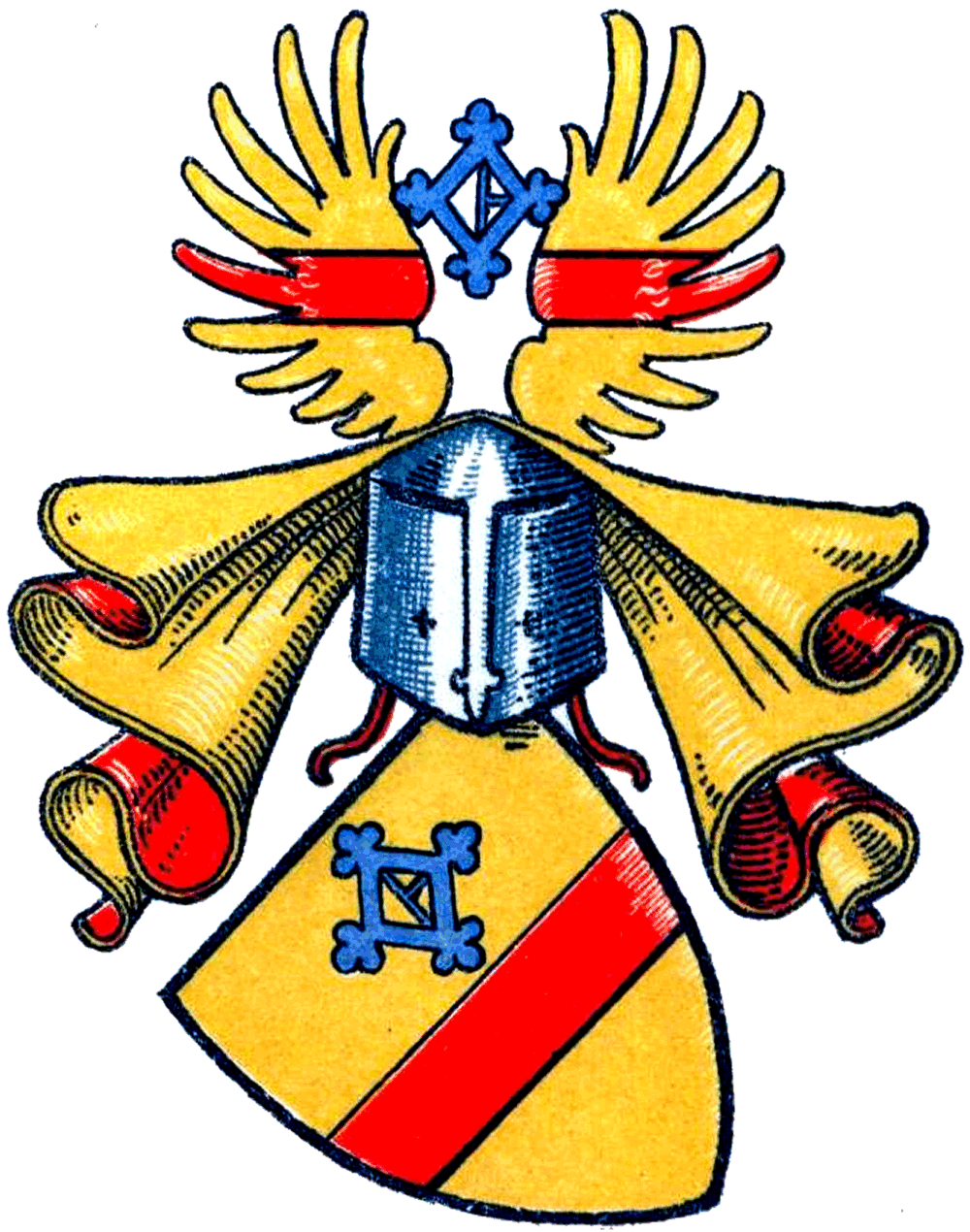
Родовой герб рода фон Бодельшвинг

### Ранний период
Ферма под названием Бодельсвенге (Bodelswenge) впервые упоминается в письменных источниках около 1220 года. Расположенная рядом деревня в XIII веке называлась Буденсвенге. Непосредственно усадебный дом Бодельшвингх впервые упоминается в документе от 14 февраля 1302 года. Тогда рыцарь Гизельберт по прозвищу Спике (также писался Шпеке и Шпек) получил поместье с жилой резиденцией от графа Марка Эберхарда I Маркского в качестве феода. Семья Гизельберта, вероятно, происходила из местечка Спик, расположенного между Хаттингеном и Верденом недалеко от замка Бланкенштайн. До 1302 года рыцарь Гизельберт был кастеляном этой крепости и одновременно судьёй в Бохуме. Возможно, он стал хозяином Бодельшвинга через брак.
В 1320 года Эрнст, старший сын Гизельберта, стал первым в своём роду, кто стал в честь поместья именоваться «фон Бодельшвинг». Сама резиденция была одной из двенадцати подобных (то есть окружённых рвами с водой) на территории современного Дортмунда. При этом в ту эпоху Бодельшвинг ещё не входил в состав Имперского города, а считался частью территории графства Марк. Под защитой замка вскоре возникло поселение с собственной церковью — Бургфрайхайт- Бодельшвинг. Это образование сохраняло статус самостоятельной административной единицы до 1928 года.
Эрнст I фон Бодельшвинг и его потомки существенно расширили площадь своих землевладений в XIV и XV веках. Они приобретали как отдельные фермы, так и целын деревни. Например, 1 апреля 1324 года семья купила половину имения Менгеде, а в 1366 году — вторую половину. 9 сентября 1421 года при Эрнсте III владения рода около города Дортмунд были признаны автономной сеньорией Менгеде. Примерно в 1440 года на территории поместья появилась водяная мельница (к северо-востоку от замка на ручье Бодельшвингер-Бах). 
Постепенно члены рода фон Бодельшвинг вошли в число наиболее влиятельных семей региона. Представители рода занимали многие важные посты в государственной администрации. Например, Веннемар I фон Бодельшвинг был маршалом и советником герцога Клевского. При разделе наследства в 1489 и 1491 годах он, среди прочего, унаследовал замок Бодельшвинг, в то время как его брат Эрнст IV получил замок Менгеде.

### Эпоха Ренессанса

Общая схема замка

Свой нынешний облик замок Бодельшвинг приобрёл в XVI веке. В 1512 году благодаря браку Веннемара (сына Гисберта II) с Анной фон Сталь Гольштейнской во владение семьи фон Бодельшвинг вошли имения Иккерн, Линденхорст, Вальтроп и Вестхузен. Таким образом состояние рода значительно выросло.
Единственный сын Гисберта, Веннемар II, решил начать масштабную реконструкцию родовой резиденции. Для начала на искусственном острове, где располагался укреплённый дом, возвели под прямым углом к нему новое крыло. Вероятно, тогда же началось формирование библиотеки Бодельшвингов, которая со временем стала крупной коллекцией ценных книг. 
Веннемир II скончался в 1583 году. Ему наследовал сын — Гизберт III. Он продолжил дело отца, расширяя и перестраивая замок. Благодаря этому в начале XVII веке комплекс приобрёл свой нынешний облик.
Гизберт III разделил наследство отца со своим младшим братом Йобстом Вильгельмом. Старшему достался замок Бодельшвинг, а имение Иккерн перешло в собственность младшего. Когда род фон Бодельшвинг по линии Менгеде угас вместе с Гердом фон Бодельшвингом, Гисбертом III стал претендовать на собственность родственников. Начались семейные споры и распри. Долгие годы в Императорском камеральном суде продолжался процесс о наследстве. Власти города Дортмунд в итоге решили оставить имение Менгеде под контролем Катарины фон дер Рекке, вдовы Герда фон Бодельшвинга, до тех пор, пока конфликт не будет окончательно улажен. В 1605 году Катарина вышла замуж во второй раз, чтобы сохранить свои права на недвижимость. Таким образом владения рода фон Бодельшвинг оказались разделены.

### XVII-XIX века

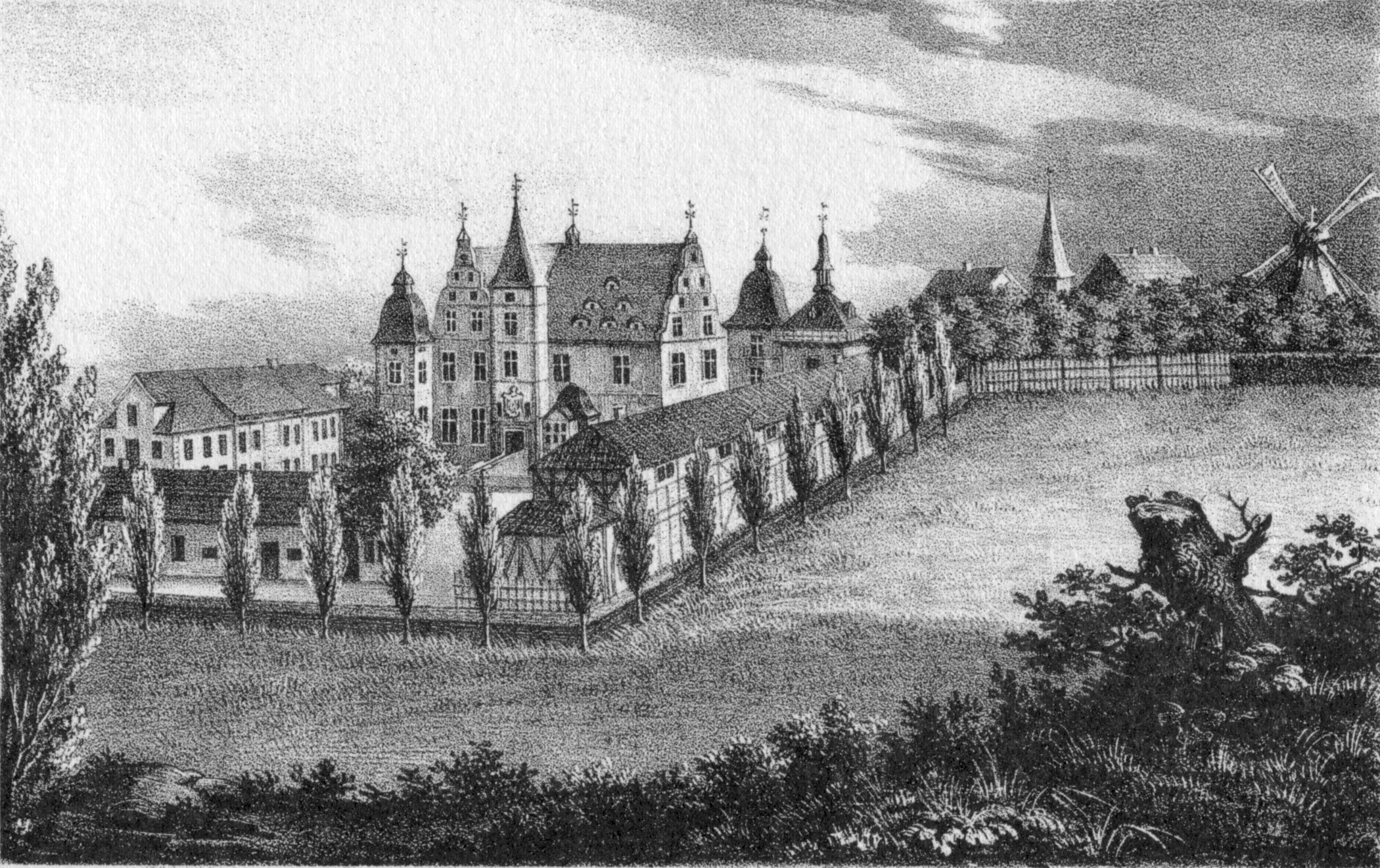
Литография Филиппа Герле c изображением замка, созданная в 1837–1840 годах

Владелец замка Гисберт Бернхард в начале XVII века сумел получить должность судьи маркграфства Бранденбург и фактически стал управляющим этой территории. В 1637 году ему был дарован титул фрайгерра (барона). Гисберту Бернхарду наследовал его сын Вессель Вирих II, а затем внук Гисберт Вильгельм. Со смертью последнего в 1753 году  мужская линия рода фон Бодельшвинг пресеклась.
Замок Бодельшвинг достался в итоге Гисбертине Анне Луизе,  единственной дочери Гисберта Вильгельма от его брака с Катариной Софией Луизой Теодорой Фогт фон Эльспе, чья родня владела замком Роденберг. Влиятельные родственники и помогли девушке сохранить собственность.

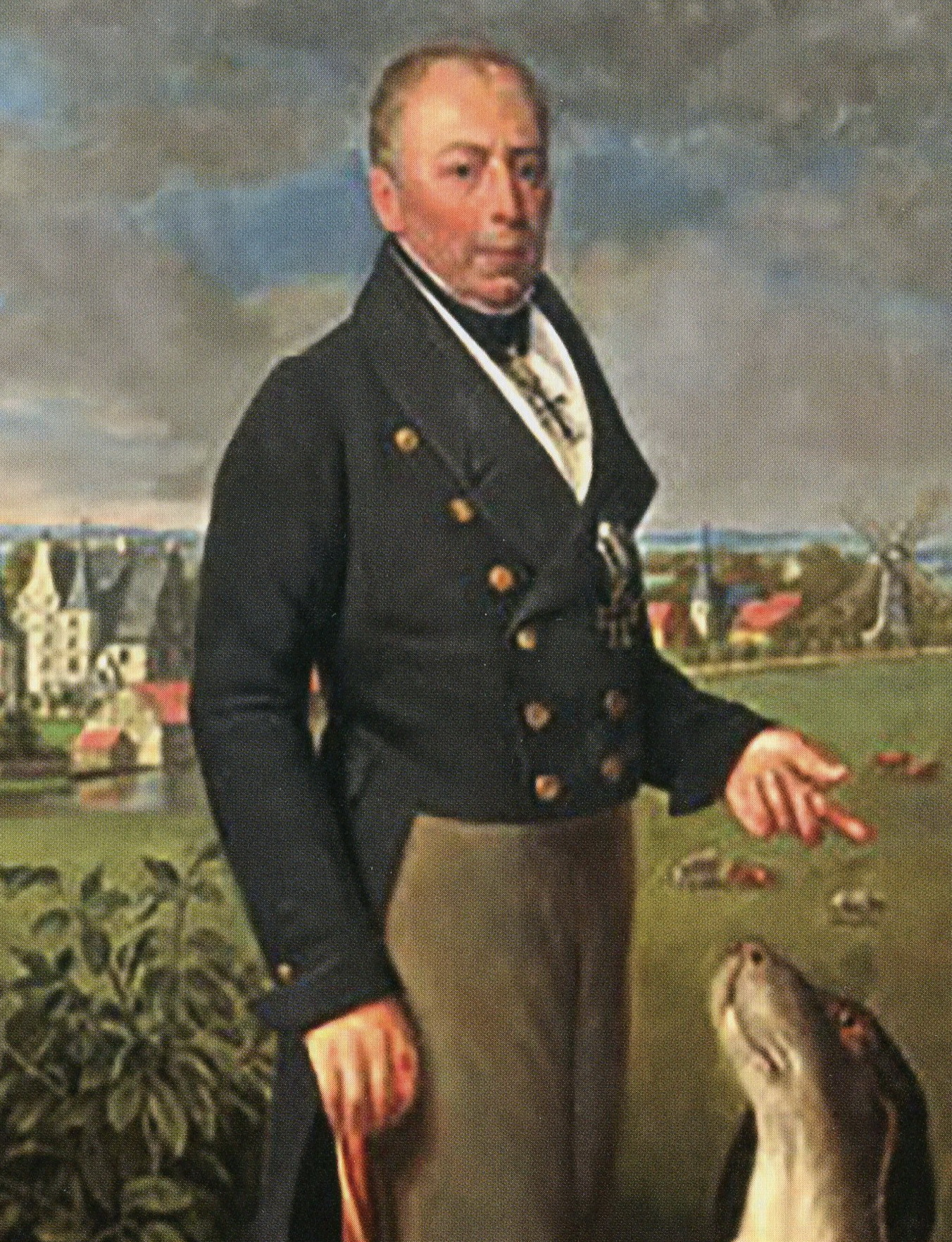
Плеттенберг, Карл Вильгельм Георг фон

Вторым браком Гисбертина вышла замуж за Матиаса фон Вельмеда, который стал именоваться фон Вальмед-Бодельшвинг. В браке  родилась дочь Кристина София Луиза. Она и стала новой хозяйкой замка. 19 августа 1788 года Кристина София Луиза встала супругой Карла Вильгельма Георга фон Плеттенберга, который принял фамилию Бодельшвинг-Плеттенберг. Этот богатый аристократ служил камергером при дворе короля Пруссии. В 1814 года Великий магистр Тевтонского ордена назначил его командором Утрехтского бейливика. Вероятно, именно Карл Вильгельм Георг стал инициатором строительства многочисленных жилых и хозяйственных построек на территории бывшего форбурга. Также он приказал возвести оранжереи (разрушены во время Второй мировой войны в начале 1945 года) и Чайного домика в замковом парке, который служил роскошной бильярдной.
В начале XIX века замковый комплекс в очередной раз реконструировали. В частности прежние узкие окна заменили новыми гораздо более широкими и крупными. Кроме того, появилось крытое патио на берегу пруда в северо-западной стороне комплекса.
В 1854 году Гисберт фон Бодельшвинг-Плеттенберг, сын Карла Вильгельма Георга, в соответствии с последней волей своих родителей преобразовал родовую резиденцию в фидеикомисс. То есть при любых обстоятельствах недвижимость должна была оставаться во владении представителей семьи Бодельшвинг. Продажа посторонним лицам строго запрещалась.

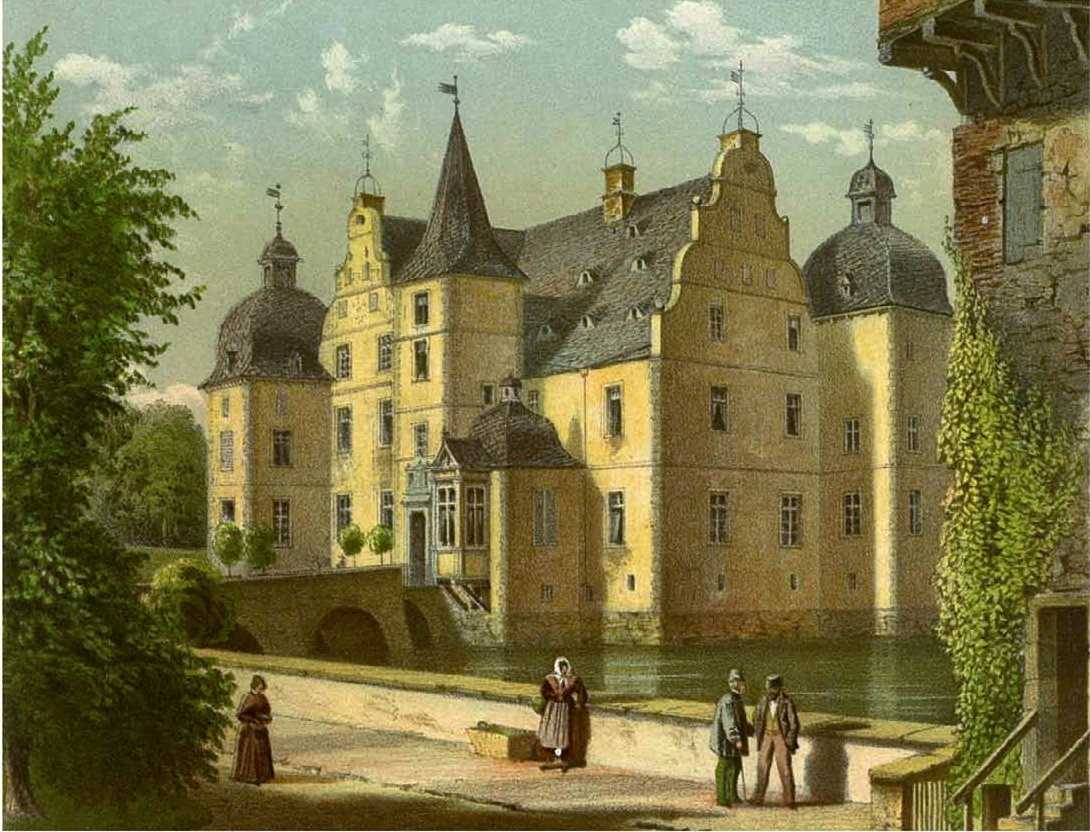
Бодельшвинг на рисунке, сделанном между 1857 и 1883 годами

Бурный рост спроса на полезные ископаемые в 1870-е годы породил для владельцев Большевинга неожиданную проблему. В Рурской области активно развивалось горное дело, строились шахты и заводы. Промышленники были готовы заплатить внушительные суммы, чтобы на месте замка создать крупное производство. Однако Карл Гисберт Вильгельм фон Бодельшвинг-Плеттенберг, сын Гисберта и маршал Вестфальского ландтага, сумел добиться запрета на открытие новых шахт на прилегающей к замку территории. Тем не менее проблемы не исчезли. Из-за роста добычи полезных ископаемых в регионе существенно понизился уровень грунтовых вод. Это грозило резким падением уровня воды в замковом пруду, а следовательно, обнажением дубовых свай фундамента. То есть могло начаться разрушение фундамента. К счастью, в 1871 году благодаря соглашению,  достигнутому с администрацией близлежащих рудников, эта опасность для замка также была ликвидирована.
Ещё в 1869 году Карл Гисберт Вильгельм фон Бодельшвинг-Плеттенберг распорядился перепланировать дворцовый парк. Инспектор садов при замке Мускау Карл Эдуард Адольф Петцольд преобразовал сравнительно небольшую (площадью около двух гектаров) территорию барочного сада в компактный ландшафтный парк.
Получив в 1888 году титул графа, Карл Гисберт фон Бодельшвинг-Плеттенберг составил завещание. В нём он предписал передать обширное семейное поместье в собственность своего единственного ребёнка от брака с Евгенией фон Квадт-Викрат-Хюхтенбрюк — дочери Вильгельмине фон Бодельшвинг-Плеттенберг. Таким образом, замок в очередной раз достался женщине. В немецких землях подобная практика была скорее исключением, чем правилом. 
Ещё в 1867 году Вильгельмина вышла замуж за императорского барона Додо Александра цу Иннхаузен унд Книпхаузен. В итоге замок стал Бодельшвинг стал владением этой знатной семьи, происходившей из Фрисландии. При этом супруги предпочитали проживать не в замке, а в имении Долро. 

### XX век

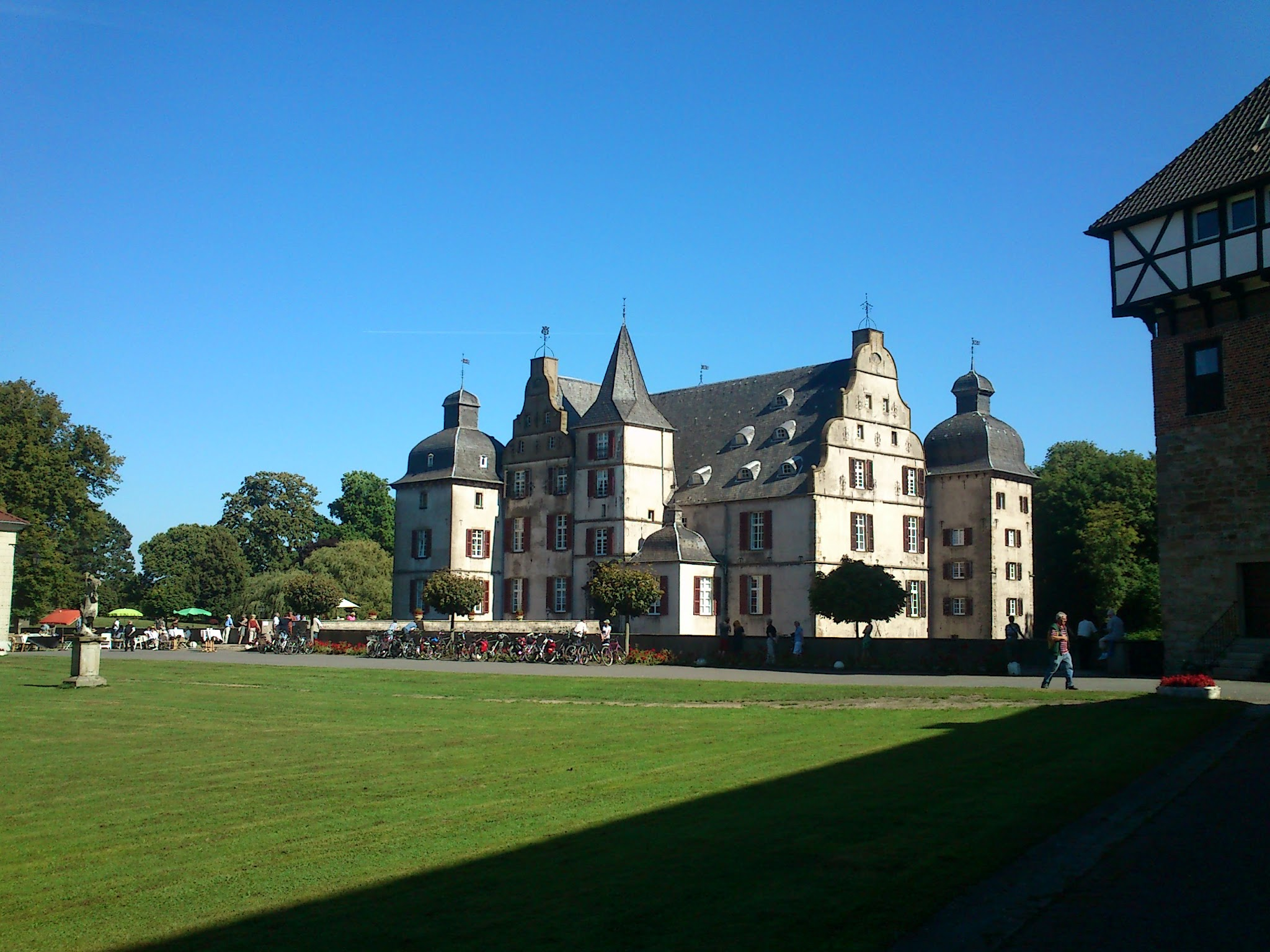
Панорамный снимок замка Большвинг

В 1907 году Карл цу Иннхаузен унд Книпхаузен, внук Вильгелмины, после смерти деда, Додо Александра, решил вновь превратить замок Бодельшвинг в главную родовую резиденцию. По его приказу в комплексе вскоре провели серьёзные реставрационные работы. 
В 1923/1924 годах Рур находился под контролем французских войск. В это время в течение 13 месяцев в замке располагались различные оккупационные ведомства. Однако сооружение не пострадало.
Во время Второй мировой войны Бодельшвинг также не пострадал. Бомбардировки и боевые действия не затронули комплекс. Хотя окрестности не раз и подвергались массированным налётам авиации союзников. Правда, к концу войны замок оказался разграблен мародёрами. Многие произведения искусства были безвозвратно утрачены.
Замок находился в таком плачевном состоянии, что представители британской оккупационной администрации отказались от идеи использовать его в качестве одного из своих штабов. Члены семьи цу Иннхаузен унд Книпхаузен начали постепенно проводить необходимые работы по ремонту и реставрации комплекса. К середине 1960-х годов Бодельшвинг был восстановлен в прежнем великолепии. Среди прочего, привели в порядок замковый парк и отреставрировали Чайный павильон.

## Описание

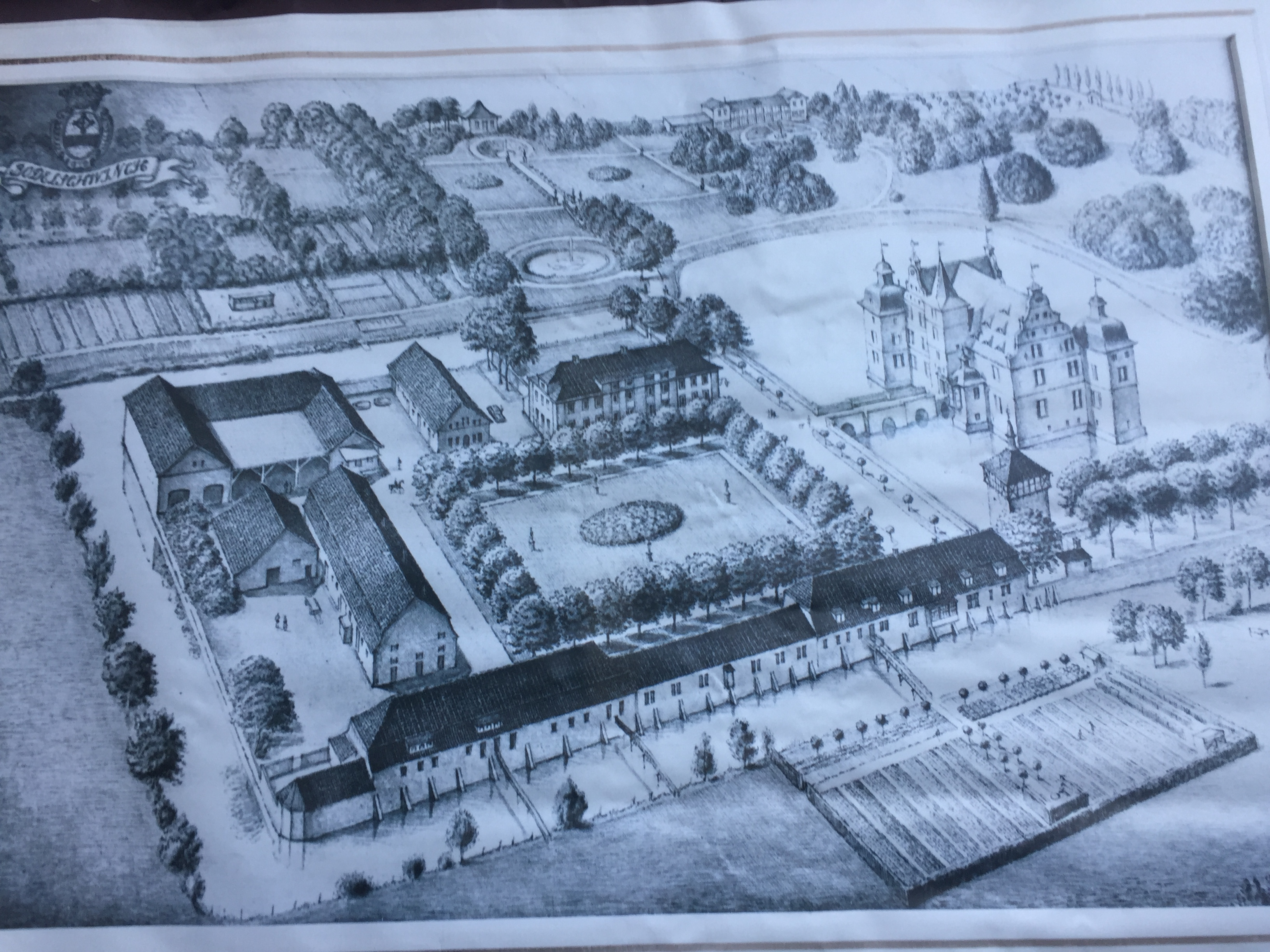
Общий вид территории замкового комплекса

Замковый комплекс Бодельшвинг состоит из главного здания, расположенного посреди пруда, группы жилых и хозяйственных зданий к юго-западу от него (на территории бывшего форбурга), которые также окружены рвом с водой, и окружающего их парка. Общая площадь владений составляет 18 гектаров.

### Бывший форбург (внешний двор)

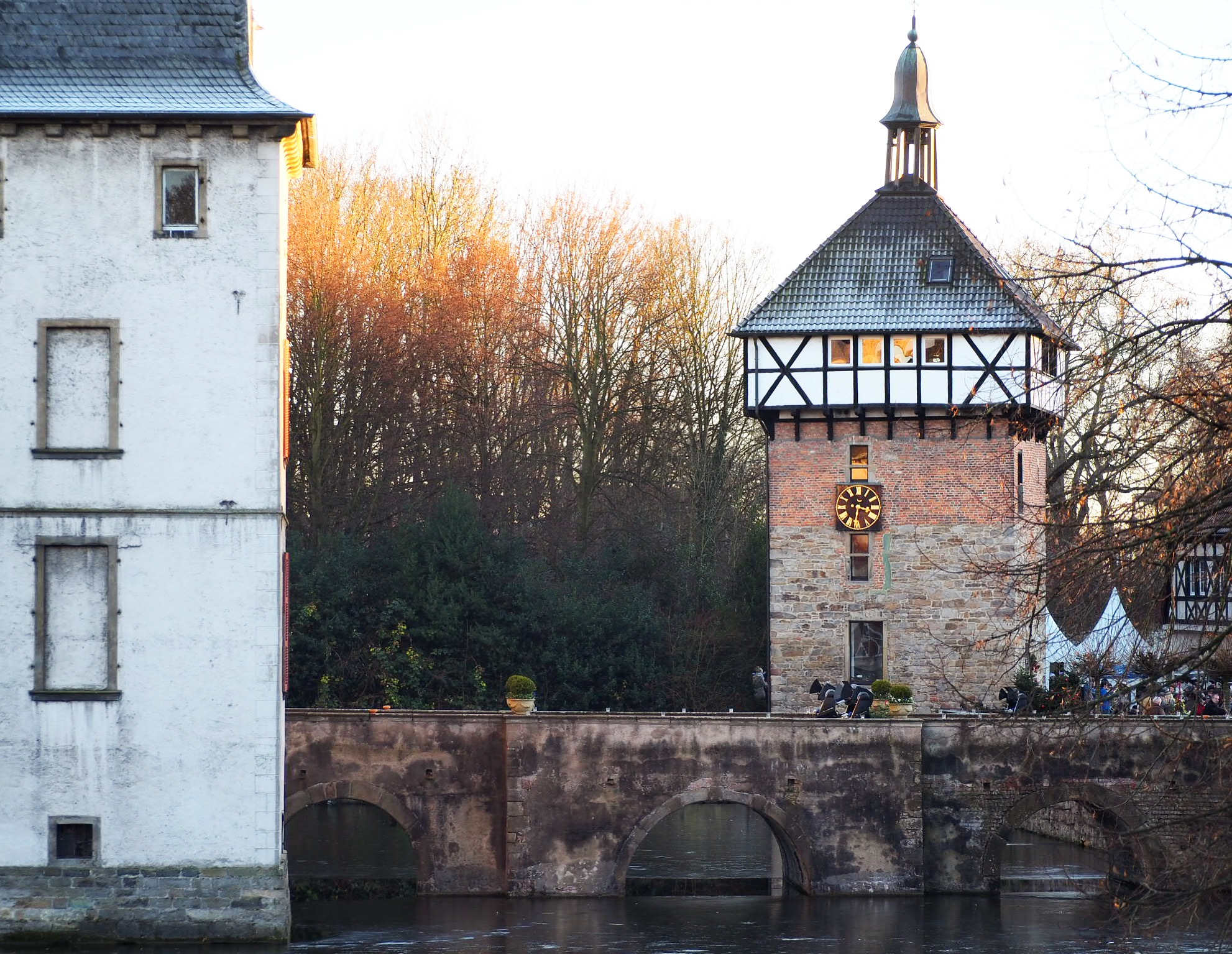
Фогстурм (рыцарская башня) в форбурге

К главному входу в замок ведёт Липовая аллея. Около неё возвышается массивная квадратная башня. Это сооружение, также называемое, фогтстурм (рыцарская башня), вероятно, было самой первой укреплённой постройкой на территории имения. Считается, что в Средние века башня была не только фортификационным объектом, но и местом проживания семьи фон Бодельшвинг до того, как появился основной замок. Скорее всего, в ту эпоху башня была окружены земляным валом и частоколом. 
Два нижних этажа башни имеют кладку из бутового камня. Стены третьего этажа сложены из кирпича. Попасть внутрь можно было только через высокий вход. Самая верхняя часть — консольный фахверковый этаж. В своём нынешнем виде он появился в XVIII веке. Венчает башню пирамидальная крыша с изящной башенкой-cигнатуркой.
Бывшие хозяйственные постройки комплекса сгруппированы в форме подковы вокруг продольного прямоугольного внутреннего двора. Некогда — это был форбург замка. Его укрепления защищали единственный мост, ведущий к цитадели. Одновременно здесь находились склады, конюшни, кузница и помещения для гарнизона. Позднее форбург утратил фортификационное значение и превратился в скопление хозяйственных построек. Его юго-западная узкая сторона граничит со зданием, ядро которого датируется XVIII веком. Большие ворота ясно свидетельствуют о прежнем использовании в сельскохозяйственных целях.
В северном углу бывшего форбурга находится гостевой дом. Он построен в 1829 году в стиле строгого берлинского неоклассицизма под влиянием архитектурной школы Карла Фридриха Шинкеля. Центральные выступы (ризалиты) здания увенчаны декоративными расширениями и имеют широкие лопатки. В 1980-х годы все здания внешнего двора были модернизированы и переоборудованы. С тех пор здесь располагаются квартиры для сдачи в аренду и коммерческие помещения.

### Главное здание

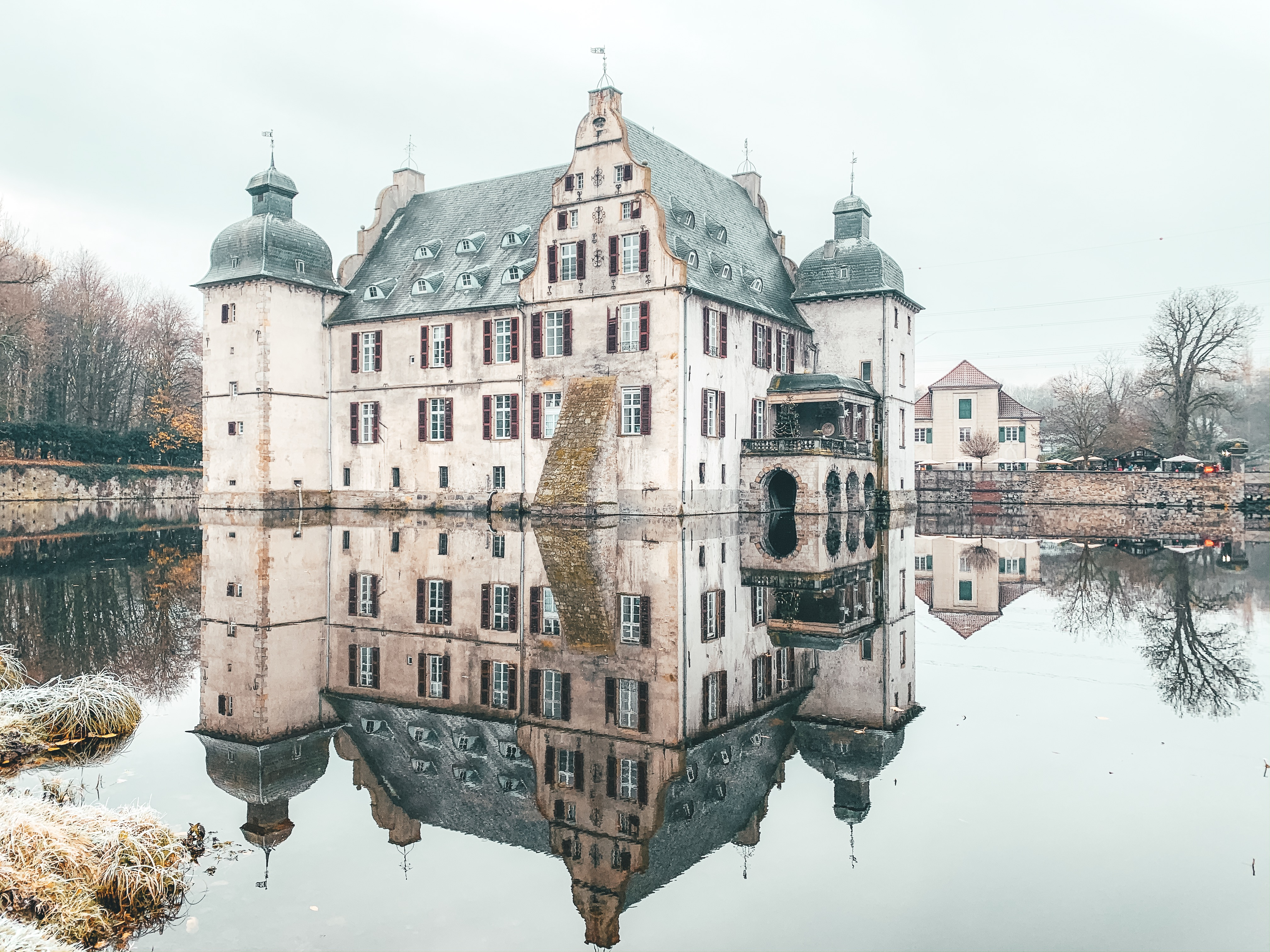
Вид замка с северной стороны

Каменный трёхарочный мост ведёт от внешнего двора непосредственно к замку. Здесь можно увидеть родовой герб семьи фон Бодельшвинг, а также изображения Гисберта III и его жены Катарины фон дер Рекке. Мост построили вскоре после бракосочетания пары в 1605 году. Его последняя секция, расположенная прямо перед входом в здание, изначально представляла собой подвижную секцию подъемного моста. Однако впоследствии её заменили на стационарную кирпичную.
Основная часть замка — двухэтажное здание с угловыми блоками. Оно построено на искусственном острове посреди большого пруда на свайном фундаменте из дубовых стволов. В целом внешний вид комплекса почти не изменился с XVII века. Его смешанная кладка стен выполнена из кирпича и камня. Уже не одну сотню лет владельцы сохраняют традицию оштукатуривания их светлыми красками. Здание состоит из двух крыльев. Их соединяет многоугольная башня. Одна является одновременно и надвратной,  и лестничной. Её венчает восьмиугольный остроконечный шпиль. Он построен в традициях стиля необарокко и свой окончательный облик приобрёл в 1909 году.

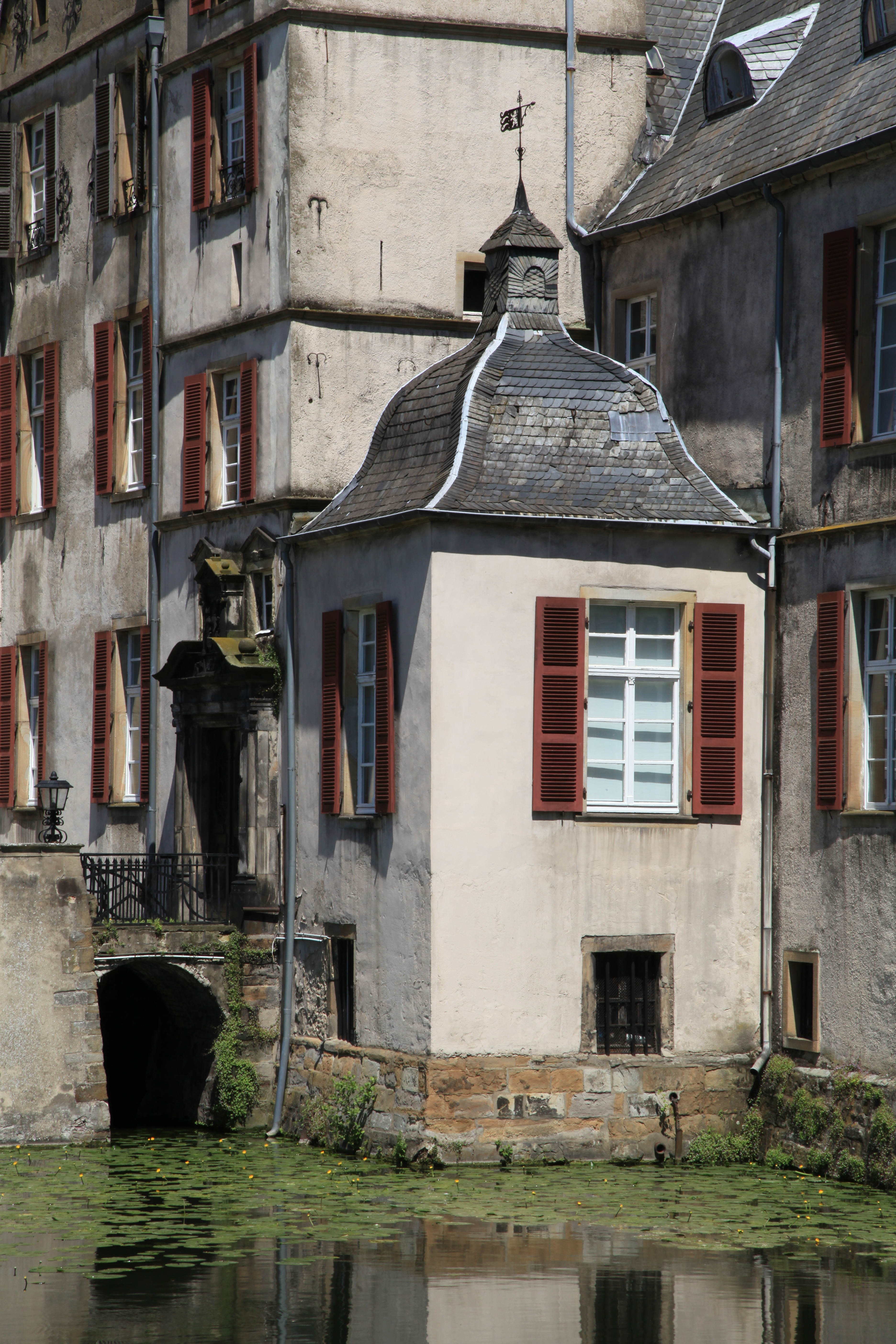
Башенка справа от главного входа

Над главным входом размешена каменная плита. На ней указан год строительства — 1565 — и герб Веннемара II фон Бодельшвинга, а также его второй жены Изабеллы Элизабет фон Вахтендонк. Внутри лестничной башни находится винтовая лестница, ведущая на верхний этаж. Башня так и не была полностью достроена (планировалось более высокое сооружение). К ней примыкает квадратный одноэтажный домик, в который можно попасть по особой лестнице в толще стены. Он позволял стражникам контролировать подъездной мост.
Дверь в стиле маньеризма ведет из входной башни на первом этаже в жилые помещения. Более старая из двух построек (расположенная в северо-западной части дома), построена на месте самого раннего жилого здания, появившегося ещё около 1300 года. Это крыло разделено на первом этаже на главный зал и дополнительную просторную комнату. В главном помещении сегодня находится так называемый камин Камбиса, созданный в период с 1547 по 1583 год. Своё название он получил от изображения «Правосудия» в виде овального барельефа, вытесанного из зелёного песчаника. В этой сценке воспроизведена история царя Камбиса, рассказанная Геродотом. Согласно версии античного историка, персидский правитель приказал заживо содрать кожу со своего продажного судьи Сисамна, чтобы устрашить всех нечестных последующих служителей правосудия. 
Справа и слева от барельефа расположены гербы Веннемара II и его жены Изабеллы Елизаветы, выполненные из желтовато-белого песчаника. На узких сторонах дымовой коробки дымохода имеются цельнолитые скульптурные бюсты в форме медальонов, изображающие коронованного мужчину и женщину. Под главным залом расположена самая старая часть здания. Здесь массивные кирпичные круглые столбы поддерживают трехпролетный ребристый свод. Соседние подвальные помещения появились существенно позже.
К западному и восточному углам замка примыкают квадратные башни-павильоны с куполами в итальянском стиле. Изначально они были построены как важные элементы фортификации, а позднее превратились в часть жилой резиденции с отдельными комнатами. В подвале сохранились узкие бойницы, откуда можно было вести огонь во время вражеского штурма. Точное время строительства и истинный облик западной угловой башни уже невозможно датировать, поскольку она обрушилась в 1871 году, а затем была заново восстановлена по образцу восточной. 
Над обоими главными крыльями комплекса возведены высокие двускатные крыши. Внутри них множество мансардных комнат. Раньше там проживала прислуга. Фронтоны крыш являются типичными для эпохи Возрождения. Они имеют сферические навершия и декоративные украшения. На верхушках башен и дымоходов закреплены флюгеры.

### Замковый парк и семейное кладбище

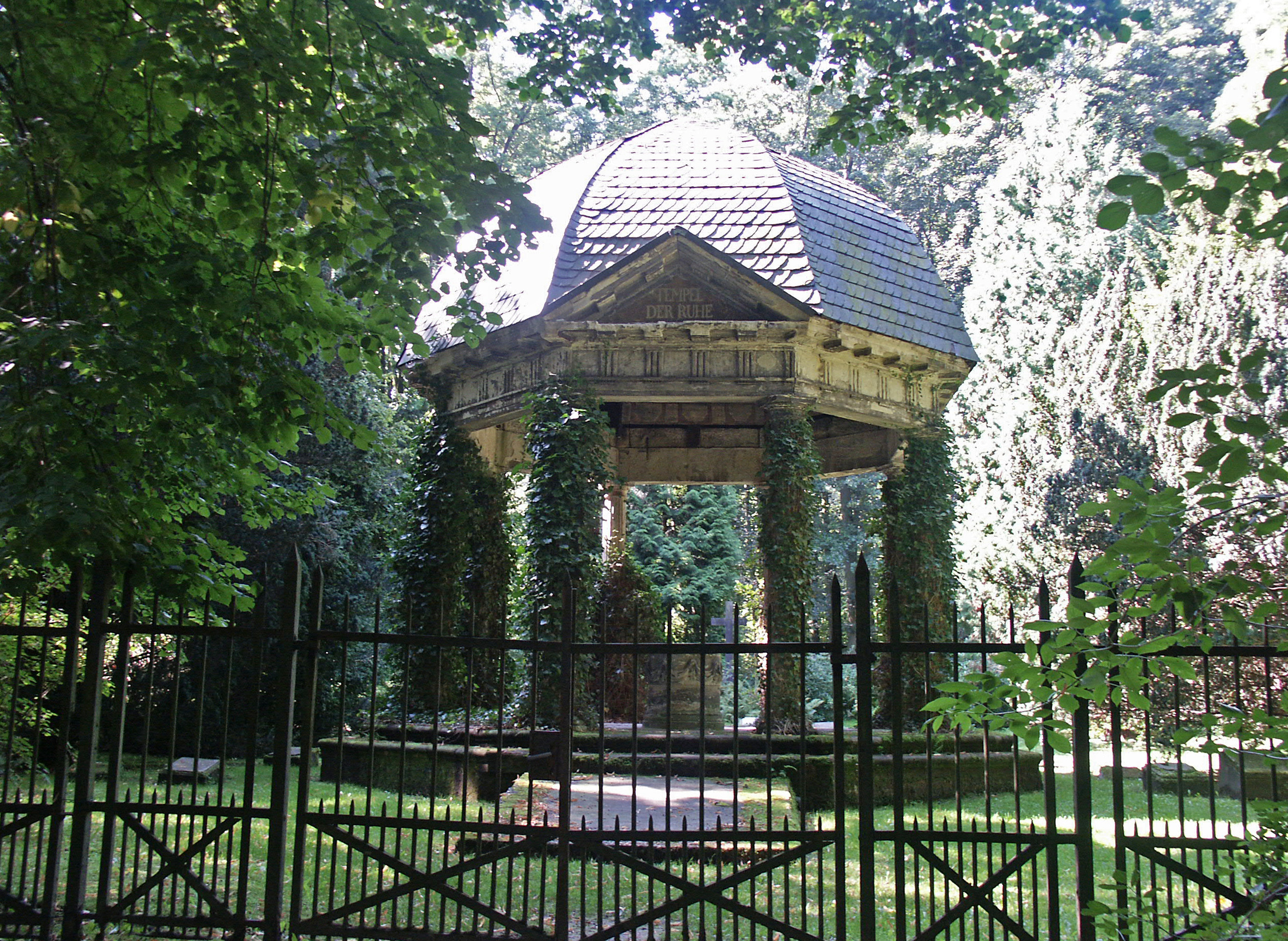
Фамильная усыпальница

Первое подобие замкового парка появилось не раньше XVIII века. Его самыми ранними украшениями являются три сильно выветренные садовые скульптуры на лужайке внешнего двора. Эти типичные статуи в садовых партерах в стиле барокко. Основной дворцовый сад в прежние времена располагался к северо-западу от усадебного пруда. Позднее его многократно реконструировали и о ранней планировке можно судить лишь приблизительно.
На территории замкового парка ранее также имелись пруд для разведения рыб, ледяной погреб и огород. В эту часть парка можно попасть по каменной садовой лестнице с гербами Гисберта Бернхарда фон Бодельшвинга и его жены Анны фон Бернзау. На перилах установлены три путти (скульптуры с фигурами маленьких мальчиков), высеченных из камня, символизирующие различные времена года. Четвёртая фигурка, олицетворяющая зиму, к сожалению, в 2020 году была украдена. 
Около 1800 года сад радикально изменили. Был построен Чайный домик (ставший отдельной яркой достопримечательностью) и установлены железные солнечные часы, опирающихся на особые колонны. Из-за вандализма посетителей парка от часов остались лишь обломки. Не сохранился и фонтан, который когда-то находился перед чайным павильоном. Чайный дом исчез после пожара (вероятно, это был умышленный поджог) в 1984 году. 

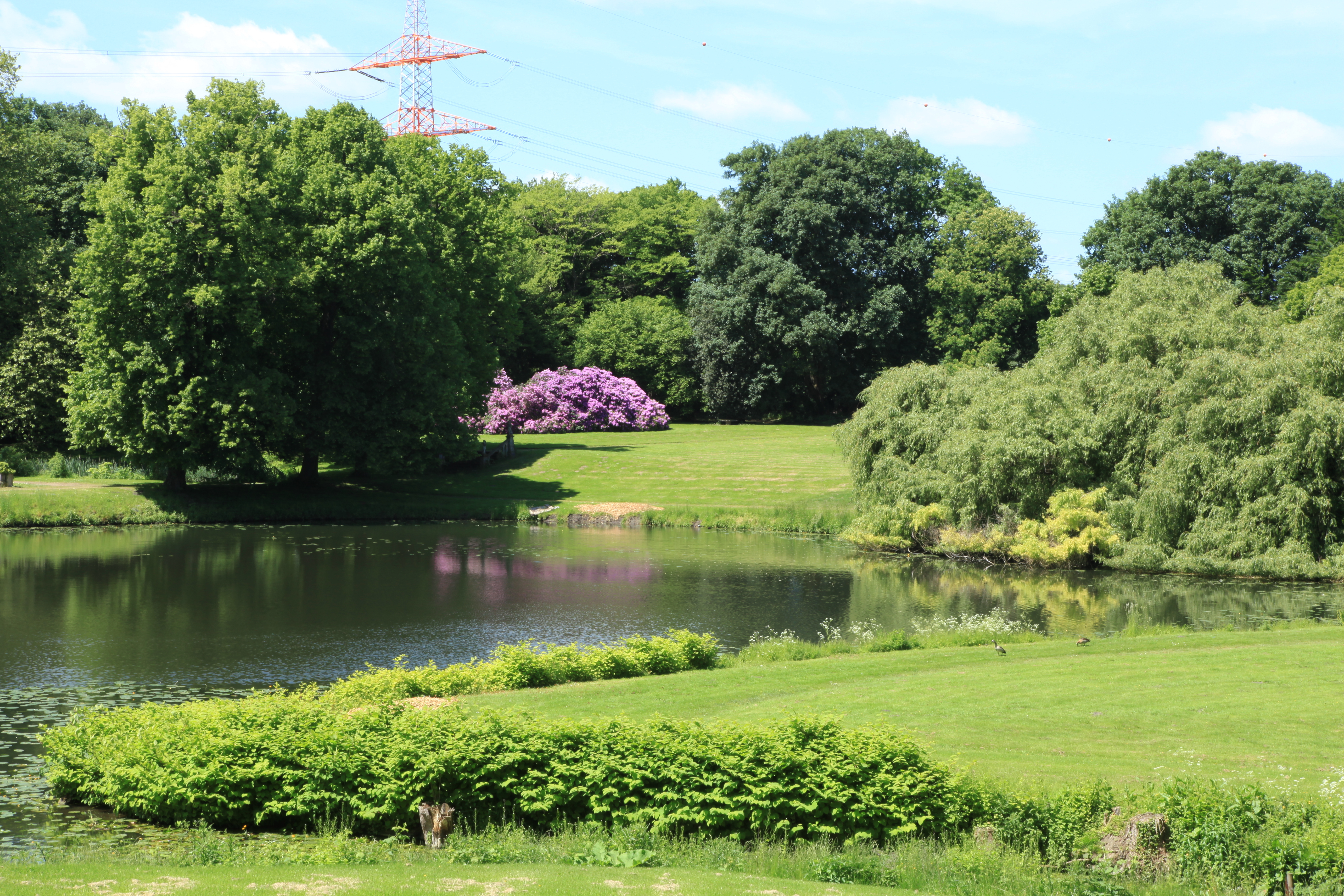
В замковом парке

Ворота в северо-восточной части садовой стены (ныне замурованные), остаются свидетельством моды эпохи Возрождения. Они находились в самом начале прямой дорожки, которая делила барочный сад по длине и переходила на западе в кленовую аллею (существует по сей день). 
В парке уже более двух веков существует уголок, отведённый под семейное кладбище. Его основали около 1802 года. Над главным склепом возвышается восьмиугольный моноптер (разновидность античного храма) в классическом стиле. Его тосканские колонны поддерживают архитрав, над которым находится купольная крыша, покрытая Сланцевым шифером. На фронтоне сохранилась надпись «Храм Мира». В центре погребального комплекса находится круглый могильный алтарь, рельеф которого напоминает развешенные ткани. В настоящее время через бывший замковый парк проходит скоростная автомагистраль А45. Поэтому место семейного захоронения отделено от остальной части ансамбля стеной, построенной вдоль автобана.
Нынешний облик парка Бодельшвинг сложился в ходе его перепланировки во второй половине XIX века. Работами руководил ландшафтный дизайнер Эдуард Петцольд. В числе прочего, он посадил более 150 различных видов деревьев, а также создал несколько солитеров. В XXI веке парк признан самостоятельным природным памятникам.
Пруды и ров замка Бодельшвинг питаются водой из ручья Бодельшвингер Бах. На старых картах также можно встретить его названия как Мюленбах. Это имя появилось из-за старинной замковой мельнице, которая существовала ещё в XV веке. Она многократно реконструировалась. Но её до сих пор можно стоит к северо-востоку от замка.

## Галерея

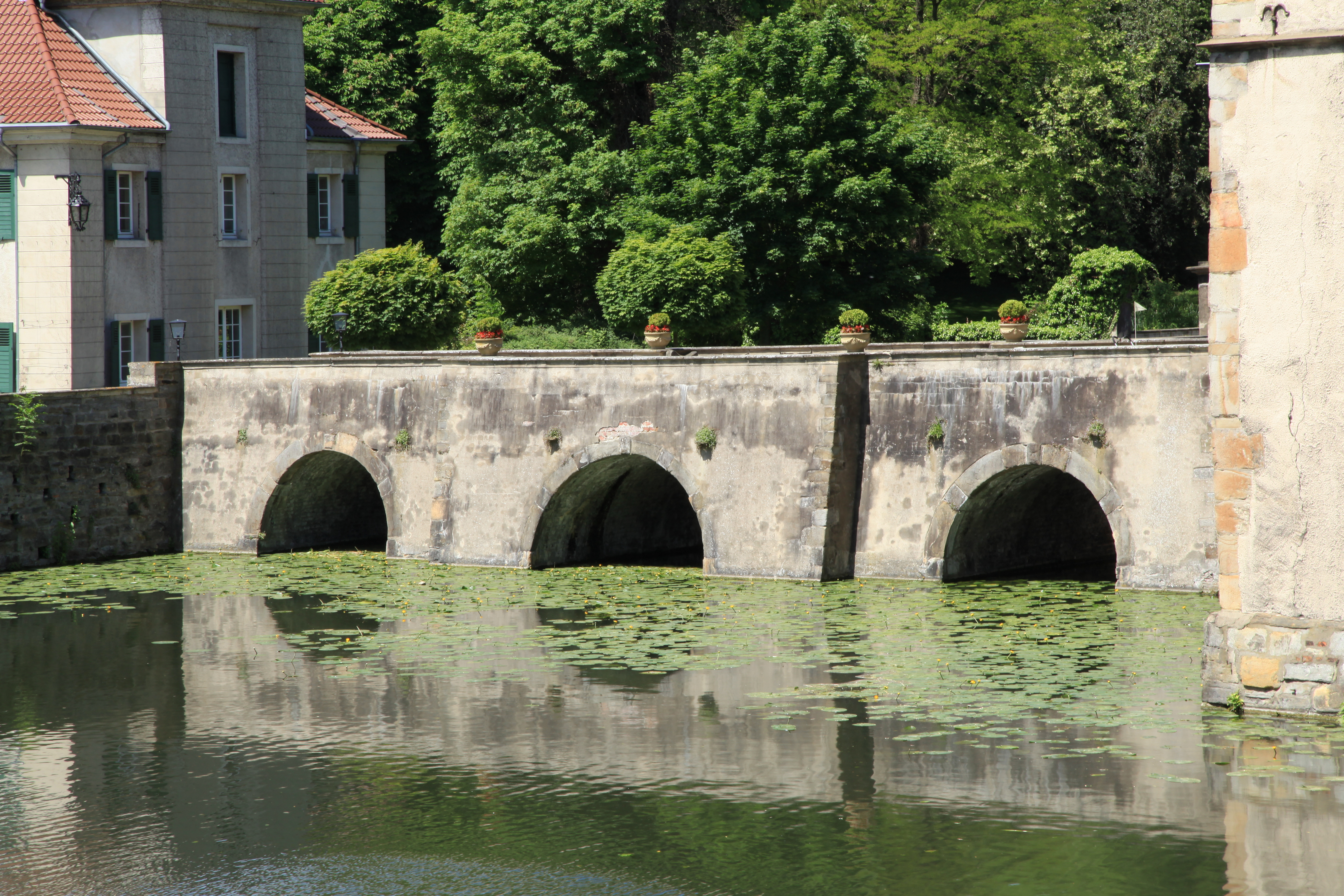
Замковый мост
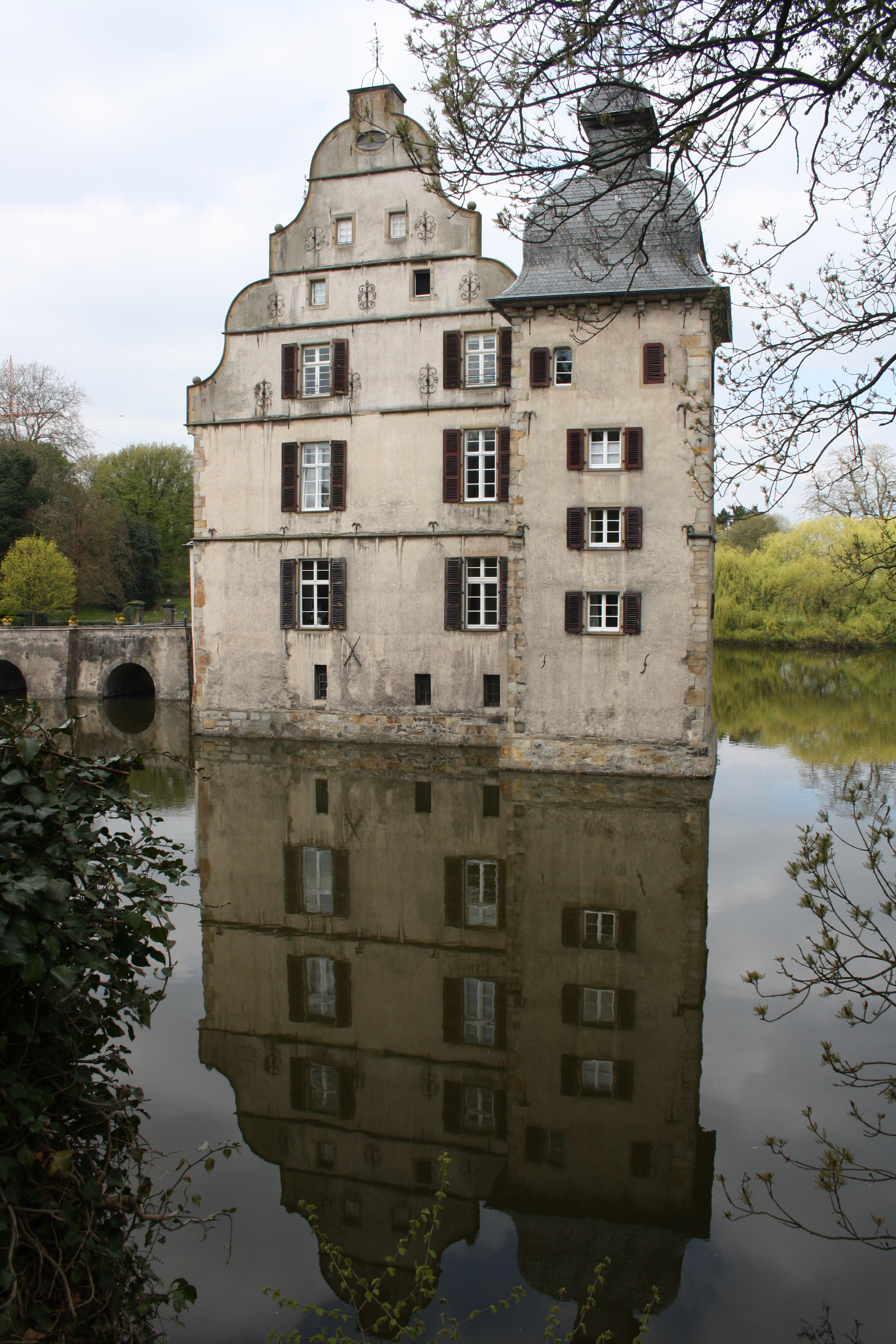
Южный фасад замка
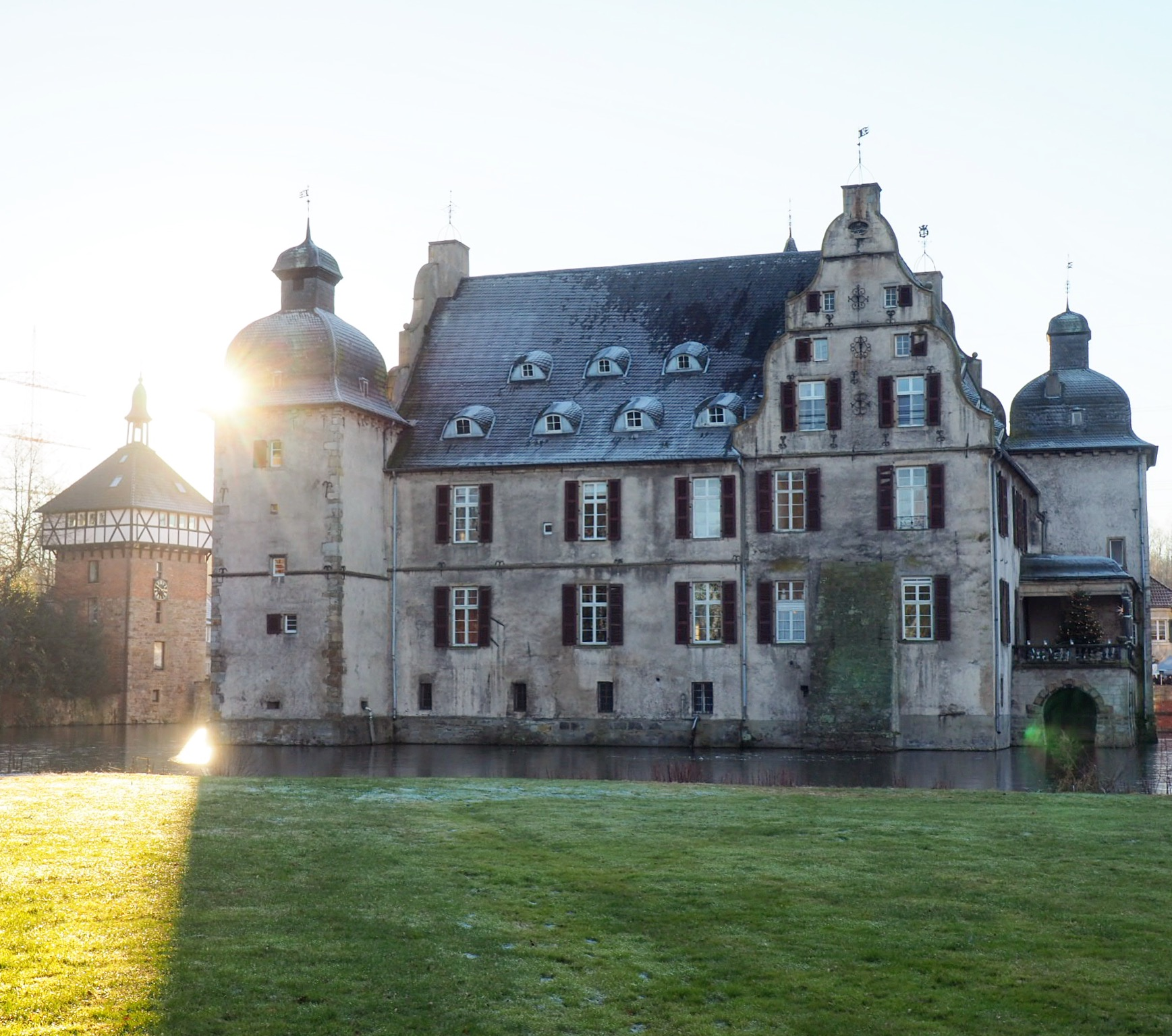
Замок со стороны парка
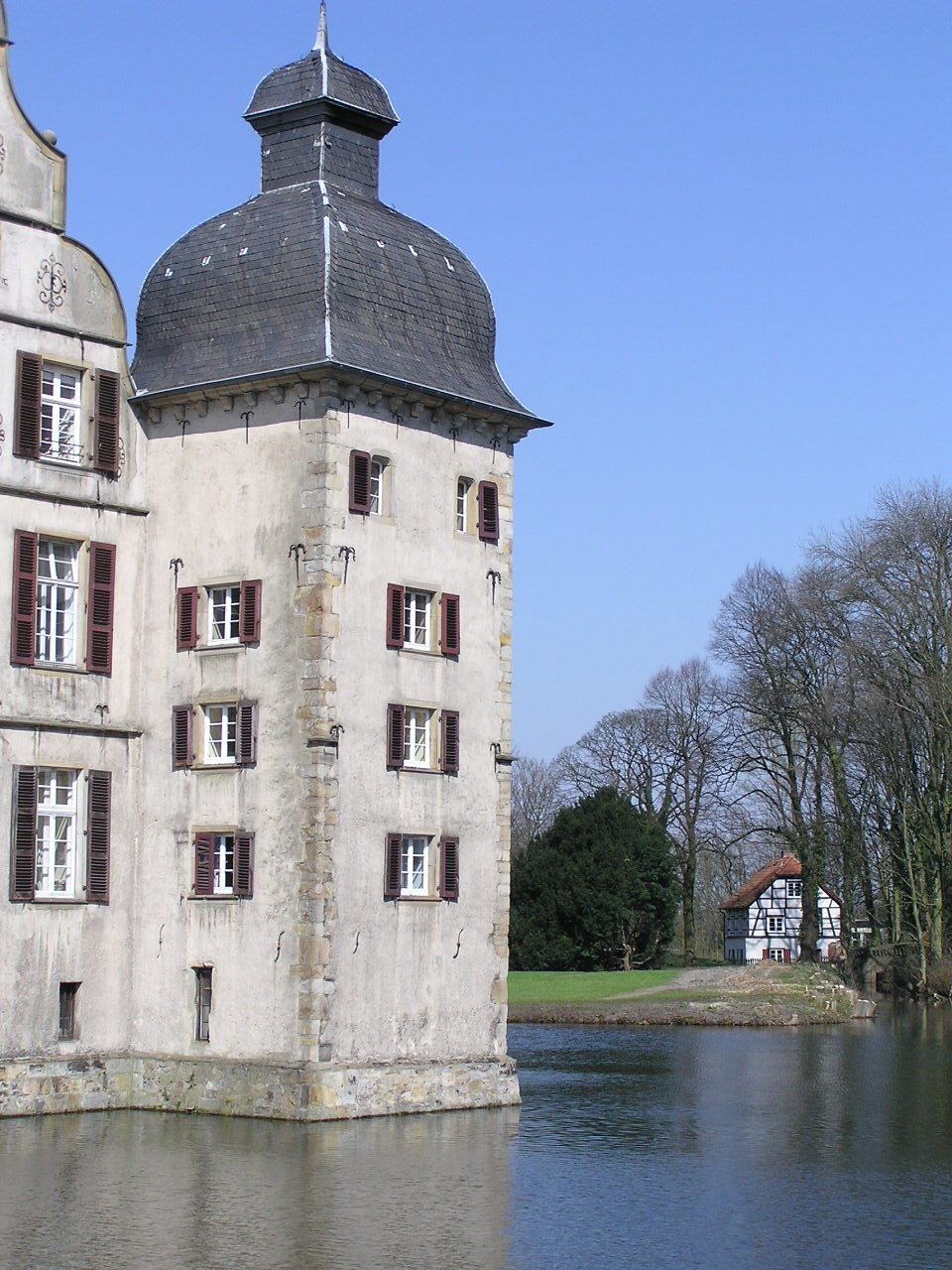
Одна из угловых башен
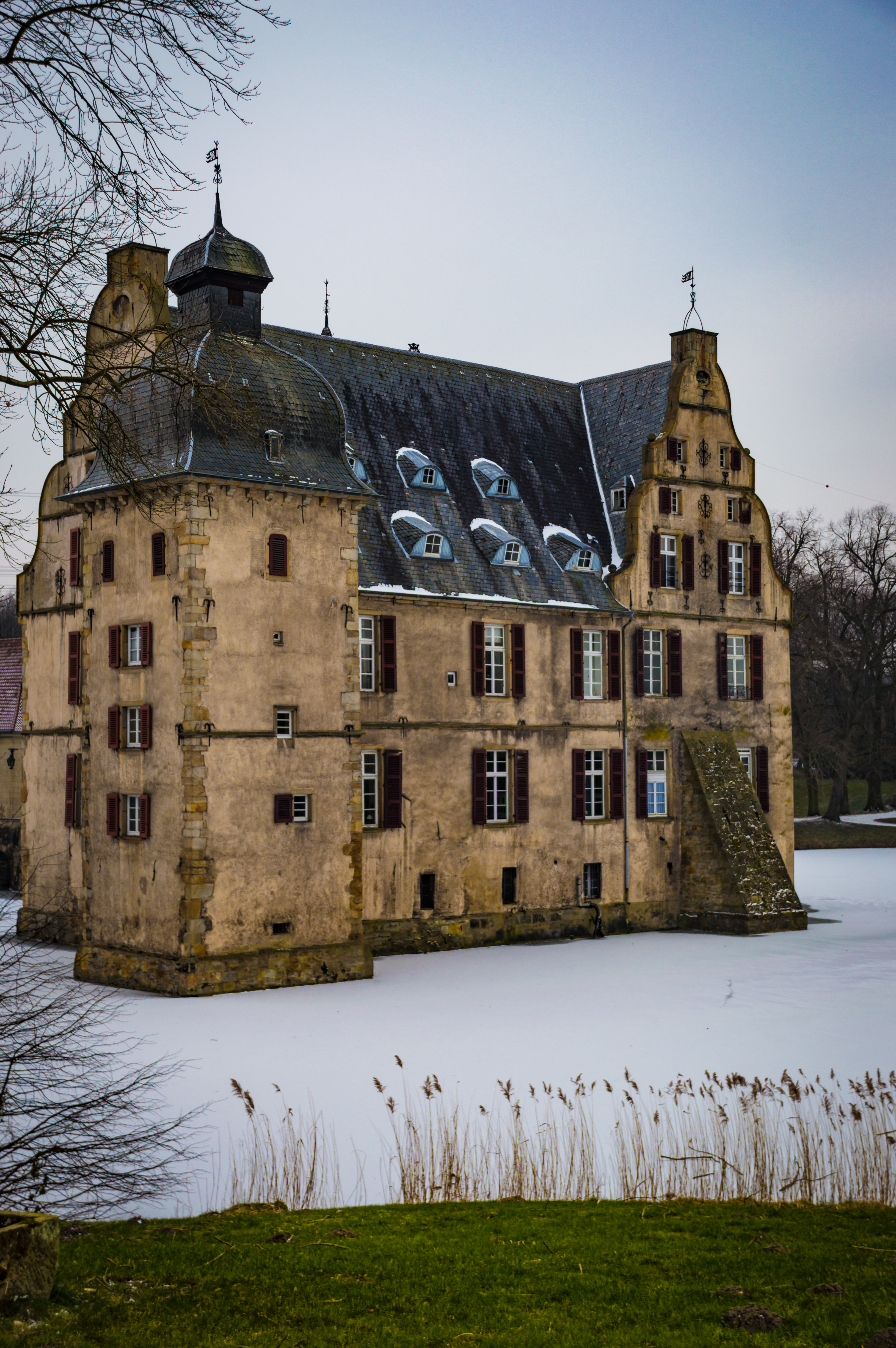
Замок в зимнее время